# ゼノサーガI・II
『ゼノサーガI・II』は、ナムコ（後のバンダイナムコエンターテインメント）から2006年に発売されたニンテンドーDS用コンピュータRPG。2002年発売のPlayStation 2用ゲーム『ゼノサーガ エピソードI［力への意志］』と2004年発売のPS2用ゲーム『ゼノサーガ エピソードII［善悪の彼岸］』の2本の物語を1本にまとめ、全20章で再構成している。
なお、本作品はナムコが販売した最後のコンシューマーゲームソフトである（2006年3月31日以降に発売された“ナムコ ”レーベルゲームは全てバンダイナムコゲームスが制作・販売している）。

## 内容
シナリオの再構成を行い、主人公シオンのストーリーを中心に一本化された。他のキャラのエピソードはサイドストーリーとしてテキストで常時読むことが出来る。EPIの小惑星プロレマとU-TIC戦艦、EPIIの14年前の回想など、PS2版ではシオン以外の視点でプレイしたシーンはサイドストーリーにまとめられた。なお、EPI・1章 - 10章、EPII・11章 - 20章。
エピソードIIでは主人公であるシオンではなくJr.の視点となったが、今作はI、II共にシオン視点で一貫している。シナリオを担当した竹田裕一郎と原案の高橋哲哉の間で何度も論議を繰り返し、再構成された。
特にエピソードIIに関しては高橋の原案（PS2版の元となったストーリー）を尊重し、大きく再構成されている（「ベタに移植するとIとIIで6 - 7:3になってバランスが悪くなるから」とインタビューでは語られ、高橋本人も「分けたことで生まれたシナリオ面の齟齬があった」としている）そのため、本編では語られなかった部分も多く補完し、PS2版と大きく異なる内容となっている。
高橋自身がシナリオを書いていたエピソードIの部分は物語の根幹であるため、IIほど大きくは手を加えられていないが、シオンがキルシュヴァッサーと交流を持つ、ジギーとモモがシオン達よりも先にエルザに乗り込んでいる、ネピリムの歌声と天の車が最初から合体した状態で登場する、などの変更点がある（元々ネピリムの歌声と天の車は一つの装置なのだが、PS2版ではゲーム性と演出を重視して分けていた）。
このような理由によりPS2版に比べてEPIのストーリーは短く、EPIIは長くなっている。

### 戦闘システム
ランダムエンカウント方式で統一、Iの戦闘を基本としたシステムで進行する。キャラの立ち位置も戦況に影響し、陣形を作ることで恩恵を受けるといった戦略性も含まれる。E.S.戦闘は11章にて初披露。EPIに登場したA.G.W.S.には乗れない。全体的にレベルが上がりやすくなっている。

### 移動
PS2版のように3DCG画面ではなくクオータービューの2Dドット画面で移動する。マップはPS2版に比べて全体的に規模が小さくなっている。

### ミニゲーム
ゲーム中には「アーチェリー」「居合い」「グノーシス退治」「暗号解読」などのミニゲームが発生し、一度体験したミニゲームは好きな時に再プレイ出来る。これらは全てタッチペンを使う。

## 登場キャラクター
シオン・ウヅキ
性別：女、身長：163cm、体重：48kg、年齢：22歳
KOS-MOS
性別：外見は女、身長：167cm、体重：92kg、年齢：外見は18歳前後
M.O.M.O.
性別：女、身長：141cm 、体重：36kg、年齢：外見は12歳位
ジギー
性別：男、身長：191cm、体重：162Kg、年齢：献体後95年経過
ケイオス
性別；男、身長：169cm、体重：53kg、年齢：外見は16歳位
Jr.
性別：男、身長：140cm、体重：38kg、年齢：外見は12歳、実年齢は26歳
アレン・リッジリー
性別：男、身長：176cm、体重：66Kg、年齢：24歳
ルイス・バージル
性別：男、身長：179cm、体重：71Kg、年齢：32歳
アンドリュー・チェレンコフ
性別：男、身長：177cm、体重：70kg、年齢：36歳
ガイナン・クーカイ
性別：男、身長：188cm、体重：76kg、年齢：26歳
ピエール・リューリック
性別：男、身長：179cm、体重：75kg、年齢：44歳
リヒャルト
性別：男、身長：163cm、体重：46kg、年齢：14歳
ヘルマン
性別：男、身長：182cm、体重：79kg、年齢：25歳
アルベト・ピアソラ
性別：男、身長：190cm、体重：72kg、年齢：26歳
ジン・ウヅキ
性別：男、身長：183cm、体重：75kg、年齢：35歳
カナン
性別：男、身長：182cm、体重：72kg、年齢：外見は27歳
マシューズ
性別：男、身長：177cm、体重：88Kg、年齢：40歳
トニー
性別：男、身長：178cm、体重：67kg、年齢：29歳
ハマー
性別：男、身長：176cm、体重：57kg、年齢：27歳
ディミトリ・ユーリエフ
性別：男、身長：188cm、体重：75kg、年齢：不明
ジンケイ
DS版オリジナルキャラクター。シナリオ進行に伴って新たな陣形を伝授してくれる。物語終盤には戦うことが出来るが、その強さはラスボスを凌ぐほど。

## スタッフ
- 脚本：竹田裕一郎
- キャラクターデザイン：竹内浩志（スタジオ・ライブ）
- 作画監督：菊池愛（スタジオ・ライブ）
- ヴィジュアルシーン演出：大河広行（シンクポート）
- 音楽：山下康介
- 彩色：スタジオディーン
- 原案・監修：高橋哲哉